# Tangwang He
Tangwang He (kinesiska: 汤旺河) är ett vattendrag i Kina. Det ligger i provinsen Heilongjiang, i den nordöstra delen av landet, omkring 270 kilometer öster om provinshuvudstaden Harbin.
Genomsnittlig årsnederbörd är 881 millimeter. Den regnigaste månaden är juli, med i genomsnitt 195 mm nederbörd, och den torraste är januari, med 6 mm nederbörd.